# Achaearanea simaoica
Achaearanea simaoica là một loài nhện trong họ Theridiidae.
Loài này thuộc chi Achaearanea. Achaearanea simaoica được Chuandian Zhu miêu tả năm 1998.